# Большая Речка (Шемонаихинский район)
Больша́я Ре́чка (ранее — Большере́чинская, Больша́я-ре́чка, каз. Үлкенөзен) — село в Шемонаихинском районе Восточно-Казахстанской области Казахстана, входит в состав Волчанского сельского округа. Код КАТО — 636837900.

## География
Село расположено на востоке Шемонаихинского района, по обоим берегам одноимённой реки, в 14 километрах к востоку от административного центра сельского округа села Волчанка, в 30 километрах к востоку от районного центра города Шемонаиха. Ближайшая железнодорожная станция Шемонаиха — расположена в 33 километрах к северо-западу от села (по дороге — 43 км). Соседние населённые пункты: Кандыковка в 8 километрах к западу, Верх-Уба в 11 километрах к югу. Транспортное сообщение осуществляется по автомобильной дороге KF-39 «Шемонаиха — Большая Речка» (36 км). Высота центра населённого пункта — 340 метров над уровнем моря.

## История
Населённое место «Большерѣчинская» фигурирует в списке населённых мест Томской губернии по сведениям на 1859 год. Так, Большеречинское располагаясь в Бухтарминском участке Бийского округа имело при 131 дворе 826 человек (душ об. пола):68. По состоянию на 1893 год населённое место Большая Речка относилось к Влади́мирской во́лости:180—181. На 1911 год в составе Змеиногорского уезда:472—473:

При р. Большой Рѣчкѣ, православная и единовѣрческая церкви, молитвенный домъ, сельское училище, 8 торговыхъ лавокъ, 7 кожевенныхъ и 7 маслодѣльныхъ заводовъ и казенная винная лавка.
— Списокъ населенныхъ мѣстъ Томской губерніи на 1911 годъ.
До 1917 года — в составе Змеиногорского уезда Томской губернии; до 1921 года — в Алтайской губернии. В июне 1921 года Большереченская и несколько волостей были переданы из Змеиногорского уезда Алтайской губернии в состав Семипалатинской губернии: так, в частности, Большереченская волость, присоединённая в состав Усть-Каменогорского уезда, с Быструхинской (с. Быструха) и Владимировской (с. Верхне-Убинское) волостями образовала Кра́сно-Октя́брьскую во́лость с административным центром в селе Верхне-Убинском. В 1928 году из Шемонаевской, частей Калининской, Убинской волостей Семипалатинского уезда и части Краснооктябрьской волости Усть-Каменогорского уезда был образован Шемона́ихинский райо́н.
Указом Президиума Верховного Совета Казахской ССР «Об образовании новых районов в областях Казахской ССР» от 16 октября 1939 года — «за счёт укрупнения Кировского и Шемонаихинского районов и пригородной зоны города Риддера» был образован Верх-Уби́нский райо́н с административным центром в селе Верхубинка соответственно:120—123. Указом Президиума Верховного Совета Казахской ССР от 20 июля 1959 года Верх-Убинский район был упразднён: Пахотный поссовет, Верхубинский, Выдрихинский и Большереченский сельсоветы были переданы в состав Шемонаихинского района, а Малоубинский, Куйбышевский и Секисовский сельсоветы — в состав Кировского района.

## Население
| Численность населения | Численность населения | Численность населения | Численность населения | Численность населения | Численность населения |
| 1859:68               | 1893:180—181          | 1911:472—473          | 1989                  | 1999                  | 2009                  |
| --------------------- | --------------------- | --------------------- | --------------------- | --------------------- | --------------------- |
| 826                   | ↗1467                 | ↗2272                 | ↘597                  | ↗676                  | ↘543                  |